# Breath (東野純直のアルバム)
『Breath』（ブレス）は、東野純直2作目のオリジナル・アルバム。1994年6月22日に発売。発売元はテイチクエンタテインメント。

## 解説
3rdシングル「君だから」4thシングル「Summer-est 〜一番眩しい夏〜」を含む全10曲。1999年2月24日に東芝EMIより再発売。

## 収録曲
全曲　作詞・作曲：東野純直（特記以外）
1. GO WEST（4：21）[1]
  - 編曲：東野純直・安部潤
2. summer-est 〜一番眩しい夏〜（4：04）[1]
  - 作詞：東野純直・佐藤ありす
  - 編曲：岡本洋
3. Eternal（4：28）[1]
  - 作詞：佐藤ありす
  - 編曲：安部潤
4. ORDINARY TOWN（4：10）[1]
  - 作詞・作曲：MIRACLE WORKERS
  - 編曲：岡本洋
5. 二度と愛さない（4：52）[1]
  - 作詞：澤地隆　編曲：安部潤
6. Dream and Dream（4：44）[1]
  - 編曲：岡本洋
7. 君だから（Album Version）（5：36）[1]
  - 編曲：大村雅朗
8. 僕らのSomeday（4：34）[1]
  - 編曲：安部潤
9. 韋駄天Windyのテーマ（4：37）[1]
  - 編曲：安部潤
10. Breath（4：10）[1]
  - 作曲：若松歓　編曲：岡本洋